# West Kingsdown
West Kingsdown est une paroisse civile et un village du Kent, en Angleterre.